# Planeta comorilor
Planeta comorilor este un film de animație din 2002, produs de Walt Disney Feature Animation și lansat inițial la de către Walt Disney Pictures. FIlmul a avut premiera românească pe 14 februarie 2002, în varianta subtitrată, fiind distribuit de Glob Com Media.
În limba română dublează: Sarah (Anna Lesko), Jim (Sonny Flame), Interpret generic (Connect-r), Ivan Patzaichin (Scroop). 